# Przywodzie (gmina Przelewice)
Przywodzie (niem. Fürstensee) – osada w Polsce położona w województwie zachodniopomorskim, w powiecie pyrzyckim, w gminie Przelewice.
Pierwsza wzmianka o wsi pochodzi z ok. 1300 roku. W 1588 roku część gruntów w rękach rodu von Waldow.  Wieś jak i późniejszy majątek od 1756 do 1945 roku należał do rodu von Wedel.
W latach 1975–1998 miejscowość administracyjnie należała do województwa szczecińskiego.
Do 1991 roku w Przywodziu działał PGR, a następnie spółka Rolprzem. Obecnie majątkiem zarządza Agrofirma Witkowo. Działa również świetlica środowiskowa oraz dwa sklepy.
We wsi gotycki kościół z kamienia, z XV w. Nad dekorowanym blendami i sterczynami szczytem zachodnim ażurowa, ceglana sygnaturka, szczyt wschodni zatarty, wewnątrz polichromowany, barokowy strop.